# إسحاق كليمنس
إسحاق كليمنس هو سياسي كندي، ولد في 21 يناير 1815، وتوفي في 24 سبتمبر 1880. انتخب عضو برلمان مقاطعة أونتاريو.